# Burgwerd
Burgwerd est un village de la commune néerlandaise de Súdwest Fryslân, situé dans la province de Frise. Son nom en frison est Burchwert.

## Géographie
Le village est situé dans l'ouest de la province de Frise, à 1,7 km au nord de Bolsward.

## Histoire
Burgwerd fait partie de la commune de Wûnseradiel jusqu'au 1er janvier 2011, où celle-ci est supprimée et fusionnée avec Bolsward, Nijefurd, Sneek et Wymbritseradiel pour former la nouvelle commune de Súdwest-Fryslân.
Le 1er janvier 2017, le village comptait 315 habitants.